# Буров, Алексей Степанович
Алексей Степанович Бу́ров (1921 — ?) — советский инженер, конструктор в области металлургического машиностроения. Лауреат Ленинской премии (1963).

## Биография
С сентября 1940 до июля 1946 года служил в РККА. Участник Великой Отечественной войны на Северо-Западном, Степном и 3-й Украинском фронтах. Был тяжело ранен. Войну закончил в звании гвардии старшего техник-лейтенанта в должности артиллерийского техника 61-го гвардейского артиллерийского полка 28-й гвардейской стрелковой дивизии. Награждён орденами Красной Звезды и Отечественной войны I степени, медалями «За отвагу», «За победу над Германией».
С 1947 года инженер Всесоюзного научно-исследовательского и проектно-конструкторского института металлургического машиностроения.
Окончил 4 курса Всесоюзного заочного политехнического института (1949—1953).

## Награды
Ленинская премия 1963 года — за создание типового высокоскоростного агрегата непрерывной печной сварки труб.
В 2008 году награждён медалью "50-лет Московской городской организации ВОИР".